# U
Uは、ラテン文字（アルファベット）の 21 番目の文字。小文字は u 。V, W, Yとともにギリシャ文字のΥ（ウプシロン）に由来し、キリル文字のУに相当する。Υ（ウプシロン）の別形に由来するFとも同系といえる。元来のラテン語字母には存在しない文字であり、中世になって、それまで/u/と/w/の両方を表していたVから、/u/を表すために分離した文字である（V#歴史参照）。

## 字形

筆記体

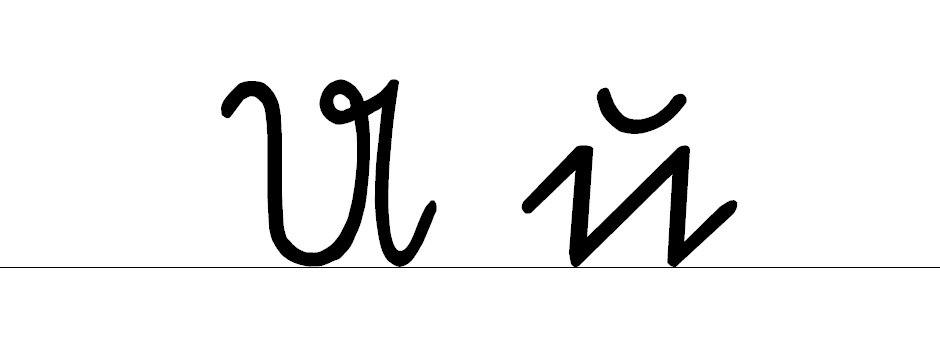
ジュッターリーン体

Vの下部を丸めた形であり、下半円の両端から上にまっすぐ直線をのばした形である。小文字や大文字の筆記体では、右の直線を下にも延ばして、ベースラインに達する。その手前で右に曲がることがある。フラクトゥールは{\displaystyle {\mathfrak {U\ u}}}。フラクトゥールの筆記体では、小文字の下部をとがらせるため、区別のためにŭのように上に下半円を書く。

## 呼称
- 西・葡・伊・尼・波・越・エス：ウ [u]/[u˧]
- 独・洪：ウー [uː]
- 仏・蘭：ユ [y]
- 英：ユー [juː]

## 音素
この文字が表す音素は、おおむね円唇後舌狭母音/u/ないしその類似音である。しかしながら、稀に単独の子音を表す場合もある。
- フランス語、オランダ語では唇を丸めてイと発音する音/y/（円唇前舌狭母音、ドイツ語のüとほぼ同じ）。フランス語は発音する母音の前ではその半母音/ɥ/(IPA) = /H/(X-SAMPA)である。/u/を表すには、フランス語はou, オランダ語はoeと表記する。フランス語の正書法に近づけた発音表記では、IPA の [y] をあらわすことがある。そのとき、IPA の [u] は /ɯ/ であらわされる。
- フランス語・イタリア語・スペイン語では、[w]は/u/の異音である。
- 英語では大母音推移の結果、強勢(アクセント)が置かれる場合、長母音では「ユー」、短母音では鋭い「ア」（やや前進した非円唇後舌広半母音）となる。ただし後者は、読みにくさをさけるためにoと書かれるようになったものがある。唇音の直後では円唇後舌広め狭母音で読まれることが多い。また、まれに「イ」と読まれる。語末には出現しない。
- 日本語のローマ字表記では、訓令式、ヘボン式共にウ段の母音に使われる。
- 朝鮮語のローマ字表記の文化観光部2000年式では、母音ㅜを示す。また、ㅡ、ㅠ、ㅢもeu,yu,uiとuを含む綴りとなる。但し、人名や企業名等ではこの表記法に従わずㅓ、ㅕをu,yuで表していることもある。(例:삼성→Samsung)
- 中国語の漢語拼音では、介音 /u/ を含む韻母の表記に使われる。ただし、声母（頭子音）が付かない場合は、wになる。「五」「烏」など主母音、尾音無しで介音 /u/ のみの場合、発音は /u/ であり、半母音 /w/ が発音されるわけではないが、wu と表記する。そのためuで始まることは無い。
- ドイツ語ではqの後ろのuがwと同じ [v] （有声唇歯摩擦音）を表す。

## U の意味

### 大文字
- ウラン (uranium) の元素記号。
- ジム・ブロワーズによる非SI接頭語 ウダ (uda)。1036。
- フォントウェイト（線の太さ）が極太 (ultra bold)。例 : ゴナU、新ゴU
- UHFテレビ局。（例:独立U局）
- 数学記号
  - 普遍集合 (universal set)
  - ユニタリー (unitary) - ユニタリ行列、ユニタリ群
- U統計量。
- 量記号
  - 内部エネルギー
  - 熱貫流係数
- 人物
  - U (女性歌手)。
  - MCUの旧名。
  - U (男性歌手)。エイベックスより歌手としてメジャーデビュー。城田優の別名。
  - U (グラビアアイドル)。台湾出身のグラビアアイドルで金城武の長兄の娘。
- 音楽作品
  - U - DOUBLE (歌手)の曲。
  - U - SUPER JUNIORの曲。
  - U - millennium paradeとBelle（中村佳穂）の曲。アニメ映画『竜とそばかすの姫』のメインテーマ。
  - U - NiziUのファーストアルバム。
- 鉄道のサインシステムにおいて、ゆりかもめ東京臨海新交通臨海線 (yUrikamome)、JR桜井線、JR吉備線、広島電鉄宇品線 (Ujina)、JR予讃線・内子線（松山駅〜内子駅〜宇和島駅）(UchikoUwajima) の路線記号として用いられる。
- 三十を意味する数字。三十六進法など、三十一進法以上（参照: 位取り記数法#Nが十を超過）において三十（十進法の30）を一桁で表すために用いられる。ただし、アルファベットの I と数字の 1 、およびアルファベットの O と数字の 0 が混同し易いために、アルファベットの I と O を用いないことがあり、この場合、J が十八、K が十九、…、N が二十二、P が二十三、…、U が二十八を意味する。
- 自動車排出ガス規制コード（平成元年（1989年）規制）
- 京浜急行電鉄で、京急本線の終着浦賀駅方向を向く車両の副記号。
- 19インチラックに収納されるように設計された機器の高さの単位。1U=1.75インチ (44.45mm) 。
- かつてニコンから発売されていた35mm判一眼レフカメラ。
- 米空軍、航空自衛隊などでの汎用機（雑用機、多目的機とも）。連絡任務や捜索救難、飛行点検などに用いる機体が多い（U-125Aなど）。例外的にU-2は偽装のための符号で実際は汎用機ではない。ヘリコプターの場合はUHとなる。
- 以下 (under)。主に年齢を表す。U-17など。
- Unicodeでは、U+ 4-8桁（足りなければ0詰め）、またはU-8桁の16進数でUnicode文字を示す。例：U+3042、U-00003042
- 未確認 (unidentified)。UFO、UMA等。
- 三菱UFJ銀行の旧UFJ店。U店とも称される。
- 東北新幹線E5系量産編成を表す。試作車はS11編成。
- [U]は、英語の辞書などにおいて不可算名詞(uncountable noun)を表す記号。
- ミクロネシア連邦ポンペイ州の行政区画の一つ、U（ウー）。ウー (ポンペイ州)を参照。
- 経済学で、効用（utility）より、効用関数を表す。
- 国際信号旗で、「貴船の進路に危険あり。(You are running into danger.)」。

### 小文字
- 10−6 倍のSI接頭語 μ（マイクロ）の代用字。
- ジム・ブロワーズによる非SI接頭語 ウント (unto)。10−36。
- 冪単根基 (unipotent radical) 。{\displaystyle u={\sqrt[{3}]{1}}} など。
- 北海道旅客鉄道のuシート専用車両の副記号
- 統一原子質量単位 (unified atomic mass unit)。質量の単位。

### 通用
- 英語で、you（あなた（達））の意味で用いることがある。例：4u = for you
- C言語、Java、C#などでUnicode符号を表すためのエスケープシーケンス。

## 符号位置
| 大文字 | Unicode | JIS X 0213 | 文字参照            | 小文字 | Unicode | JIS X 0213 | 文字参照            | 備考     |
| ------ | ------- | ---------- | ------------------- | ------ | ------- | ---------- | ------------------- | -------- |
| U      | U+0055  | 1-3-53     | &#x55; &#85;        | u      | U+0075  | 1-3-85     | &#x75; &#117;       |          |
| Ｕ     | U+FF35  | 1-3-53     | &#xFF35; &#65333;   | ｕ     | U+FF55  | 1-3-85     | &#xFF55; &#65365;   | 全角     |
| Ⓤ      | U+24CA  | ‐          | &#x24CA; &#9418;    | ⓤ      | U+24E4  | 1-12-53    | &#x24E4; &#9444;    | 丸囲み   |
| 🄤      | U+1F124 | ‐          | &#x1F124; &#127268; | ⒰      | U+24B0  | ‐          | &#x24B0; &#9392;    | 括弧付き |
| 𝐔      | U+1D414 | ‐          | &#x1D414; &#119828; | 𝐮      | U+1D42E | ‐          | &#x1D42E; &#119854; | 太字     |

## 他の表現法
| フォネティックコード | モールス符号 |
| Uniform              | ・・－       |

|        |          | ⠥    |
| 信号旗 | 手旗信号 | 点字 |

## ダイアクリティカルマーク付き文字
- Ù ù - グレイヴ・アクセント
- Ú ú - アキュート・アクセント
- Û û - サーカムフレックス
- Ü ü - ウムラウト - トレマ
- Ū ū - マクロン
- Ŭ ŭ - ブレーヴェ
- Ů ů - リング符号
- Ű ű - ダブルアキュート
- Ų ų - オゴネク
- Ư ư - ホーン符号
- Ũ ũ - ティルデ